# Gavà
Pour les articles homonymes, voir Gava.
Gavà est une commune de la province de Barcelone, en Catalogne, en Espagne, de la comarque du Baix Llobregat.
Elle est notamment connue pour le site archéologique du Calamot.

## Géographie
La commune est située dans l'Aire métropolitaine de Barcelone au bord de la mer Méditerranée. Les villes les plus proches sont Castelldefels, Viladecans et Sant Boi de Llobregat. Gavà en elle-même compte une plage et deux centres urbains : le centre-ville et Gavà Mar, la côte urbanisée.

## Histoire

### Préhistoire
Le mobilier lithique des mines de variscite de Gavà montre une complexité surprenante dans l'usage et le statut du matériel à base de Barrémien-Bédoulien importé du Vaucluse (dans l'ouest de la Provence) — un silex traditionnellement considéré comme marqueur du Chasséen (fin du 5e et début du 4e millénaire avant notre ère).

### Période romaine
Ce nom remonte à la période romaine où la roche de la colline la plus proche portait ce nom : Calamot.

## Politique et administration
La ville de Gavà compte 46 705 habitants aux élections municipales du 26 mai 2019. Son conseil municipal (en catalan : Ple del Ajuntament) se compose donc de 21 élus.
Depuis les premières élections municipales démocratiques de 1979, la ville a toujours été dirigée par un maire issu du Parti des socialistes de Catalogne (PSC).

### Maires
| Mandat    | Maire | Maire                                             | Parti | Majorité |
| --------- | ----- | ------------------------------------------------- | ----- | -------- |
| 1979-1983 |       | Antonio Rodríguez Aznar                           | PSC   | 8 / 21   |
| 1983-1987 |       | Antonio Rodríguez Aznar Dídac Pestaña (ca) (1985) | PSC   | 13 / 21  |
| 1987-1991 |       | Dídac Pestaña (ca)                                | PSC   | 13 / 21  |
| 1991-1995 |       | Dídac Pestaña (ca)                                | PSC   | 14 / 21  |
| 1995-1999 |       | Dídac Pestaña (ca)                                | PSC   | 13 / 21  |
| 1999-2003 |       | Dídac Pestaña (ca)                                | PSC   | 15 / 21  |
| 2003-2007 |       | Dídac Pestaña (ca) Joaquim Balsera (2005)         | PSC   | 12 / 21  |
| 2007-2011 |       | Joaquim Balsera                                   | PSC   | 12 / 21  |
| 2011-2015 |       | Joaquim Balsera Raquel Sánchez (2014)             | PSC   | 9 / 21   |
| 2015-2019 |       | Raquel Sánchez Jiménez                            | PSC   | 8 / 21   |
| 2019-2023 |       | Raquel Sánchez Jiménez Gemma Badia Cequier(2021)  | PSC   | 11 / 21  |
| 2023-2027 |       | Gemma Badia Cequier                               | PSC   | 10 / 21  |

## Lieux et monuments
La ville de Gavà est agrémentée par un parc particulièrement agréable: le parc du Calamot (5.9 hectares).
Elle accueille également le Musée de Gavà, géré par l'Université de Barcelone.

## Enseignement
- L'Institut El Calamot est situé dans la ville[4].

## Personnalités liées à la ville
- Sígfrid Gràcia (1932-2005), joueur de football;
- Toni Lima, joueur de football, né en 1970;
- Ángel Edo, coureur cycliste, né en 1970;
- Xavi Pascual, entraîneur du FC Barcelone (basketball), né en 1972;
- Candela Peña, actrice, née le 14 juillet 1973;
- Martín Montoya, joueur de football, né en 1991.